# نستا گینس-واکر
نستا گینس-واکر (انگلیسی: Nesta Guinness-Walker؛ زادهٔ ۱۴ سپتامبر ۱۹۹۹) بازیکن فوتبال اهل بریتانیا است.
از باشگاه‌هایی که در آن بازی کرده‌است می‌توان به باشگاه فوتبال تاتنهام هاتسپر اشاره کرد.